# Arad (stacja kolejowa)
Arad – stacja kolejowa w Aradzie, w okręgu Arad, w Rumunii. Znajduje się tu 5 peronów.